# Либ (озеро)
Либ (англ. Lib Pond) — озеро площадью 0,12 км², расположенное на острове Либ в цепи Ралик архипелага Маршалловы Острова. Вода озера солёная, однако наблюдается её постепенное опреснение ввиду того, что основным источником пополнения водных запасов служат дождевые осадки. В 2009 году с целью изучения истории изменения климата и идентификации наиболее масштабных климатических изменений было проведено подробное исследование озера. До этого единственные научные данные об озере в очень кратком виде были изложены в июне 1988 года Фрэнсисом Раймондом Фосбергом.

## Описание

### География
Водный объект находится в восточной части острова Либ, кораллового атолла. Площадь острова составляет 0,93 км², население сосредоточено в деревне на западе острова и по данным 2011 года его численность составила 155 человек. Восточную оконечность озера и океан разделяют 150 м суши. Глубина водоёма варьируется от 0,2 до 3,3 м, причём наибольшая глубина наблюдается у восточного края, наименьшая — в юго-западной части (здесь вода образуют мелководную заводь). В середине водоёма дно гладкое. Площадь водной поверхности — 0,12 км², объём — 170 тысяч м³. Берега озера в большей степени пологие, крутой склон есть только у северо-западного берега. В окрестностях озера произрастает кокосовая пальма и располагаются мангровые заросли, которые подступают к самому берегу водоёма. В озере растут зелёные водоросли. Озеро эвтрофированное, полимиктическое (то есть циркуляция воды в нём более или менее постоянна), обособлено от океана. По мнению исследователей, озеро имеет ограниченное подземное сообщение с океаном, поскольку во время прилива уровень воды в озере повышается на 1,9 % относительно уровня до прилива.
Учёные пришли к выводу, что ранее остров Либ был атоллом с центральной лагуной, связанной с открытым океаном, которая затем была отсечена от океана. За длительное время осадки изменили морфометрию лагуны, оно стало изолированным от океана. Исследователи предполагают, что в дальнейшем накопление осадочных отложений в озере будет продолжаться, обмен с морем будет тормозиться, и озеро будет становиться всё более мелким и пресным.

### Температура воды
Температура воды в озере вследствие периодических дождей в данном районе значительно изменяется за короткие промежутки времени, но на более серьёзные геохимические изменения в озера осадки не влияют. Понижение температуры во время осадков может быть вызвано увеличением облачного покрова над озером, который закрывает солнце. В течение двух дней после дождя температура озера увеличивается, пока не приходит к показателю, который был до дождя.
Средняя температура воздуха на поверхности составляет 27,9 °C. Три четверти осадков выпадают в сезон дождей (июнь — декабрь) под влиянием «Эль-Ниньо».

### Солёность и геология
Солёность воды озера не изменяется с глубиной, поэтому озеро классифицируется как полимиктическое. Вода озера солёностью около 27 ‰ обменивается с океанской водой солёностью около 34 ‰ и смешивается с ней. При этом во время сильных осадков довольно быстро (в течение 24 часов) солёность озера меняется на глубине до 3 метров.
При отсутствии осадков уровень pH воды в озере находится в пределах 7,87—8,28 (±0,2) в зависимости от глубины, на глубине до двух метров — в среднем 8,26 (± 0,1). Начиная с глубины 2 метра уровень pH понижается с увеличением глубины.
Берега озера состоят из богатого органическими веществами вещества тёмного цвета. С юго-запада к озеру примыкает сухое русло. Верхний слой почв (2 метра глубиной) у озера содержит большое количество перегнивших водорослей. При этом первый слой почв студенистой консистенции глубиной 30—100 см имел ржавый цвет и сероводородный запах. Затем до глубины 170 см шли разноцветный пограничный и нижележащий слои — последний менял оттенки с коричневого до жёлто-коричневого. На глубине 170 см отмечалось появление переменного слоя (толщиной до 0,26 м) коллоида темно-коричневого цвета с прерывистым присутствием двустворчатых раковин и других карбонатных фрагментов. Среди остатков двустворчатых моллюсков преобладали Ctena bella. Осадочный слой составил 20—25 см, остатков двустворчатых там практически не было.

### Хозяйственная деятельность человека
Несмотря на то, что жители деревни ведут мелкомасштабное натуральное сельское хозяйство, исследователи не обнаружили никаких свидетельств изменения озёрной системы под влиянием человека.